# B.A.B.E.L.
- 絶対可憐チルドレン > B.A.B.E.L.
- 絶対可憐チルドレン > 絶対可憐チルドレンの登場人物 > B.A.B.E.L.
- 絶対可憐チルドレン > 絶対可憐チルドレン (アニメ) > B.A.B.E.L.

B.A.B.E.L.（バベル）とは、椎名高志原作の漫画、『絶対可憐チルドレン』に登場する架空の国家組織。正式名称は「内務省特務機関超能力支援研究局」であり、超能力支援研究局の英称「BAse of Backing Esp. Laboratory」の略称である。

## 概要
国内の超能力政策を一手に引き受けている国の組織で、1940年頃招集された大日本帝国陸軍特務超能部隊を前身とし、1960年頃に発足した。
超能力研究の他に、エスパーの関係する犯罪の対処や、予知された事件事故の阻止、大きな災害や事故での救助等、バベルの活動は多岐にわたり、警察や消防と連携を取る場面がよく見られる。自衛隊とも関係は深く、運用主任が自衛隊の訓練に参加することもある。BAe 146といった専用機や戦闘用ヘリコプター等を所有し、現場に出るノーマルや接触感応能力者など戦闘力の低いエスパーは護身用火器としてベレッタM92を所持していたり、機関銃や手榴弾を使用することもある。また自衛隊によく似た階級制度もあり、局長直属の戦闘部隊が存在する。
バベルの目指す理想は「普通人（ノーマル）とエスパーが協調し、対等に共存する世界」にある。その実現に向け双方の差別、敵対意識を無くすべく尽力しているが、なかなかうまくいっていない。また利益のみを重視しがちな政府の方針ともしばしば対立し、一方で超能力が国際競争の鍵を握る時代の到来により、潤沢な予算を与えられているため、他の省庁からもあまりよく思われておらず、大きな権限を持つ反面、孤立しそうな立場になることも多い。なおアニメ版では管轄が内務省から政府に変更されている。
現場へ出動する場合は基本的にエスパーと現場運用主任（ノーマル）とによるチーム制を採っており、特務活動を行うエスパーまたはチームには「ザ・」で始まるコードネームがつく。その中でも「ザ・チルドレン」「ザ・ハウンド」「ザ・ダブルフェイス」「ザ・ワイルドキャット」らはトップクラスのチームである。
本項では彼らトップクラスチーム所属者をはじめとするB.A.B.E.L.関係者に付いても詳述する。

## 所属・人物紹介

### ザ・チルドレン
超度7の超能力を持つ少女達と、運用主任の4名で構成された、自他共に認めるバベル最強最高のチーム。
本作品の物語は、あまりにも特殊な能力と立場に極めて扱いが難しい彼女達に振り回されながらも、最悪の未来を回避するべく奮闘する、現場運用主任・皆本光一と、彼に導かれ、時には導きながら数々の困難を乗り越え、成長していく明石薫、野上葵、三宮紫穂の活躍に、彼女らが未来において所属するとされる組織・P.A.N.D.R.Aのリーダー、兵部京介が絡みながら展開していく。時間経過があるため、薫達は本作開始時小学4年生だったが、第10巻7th sense以降は小学5年生、第16巻3rd sense以降は中学1年生、第29巻5th sense以降は中学2年生、第40巻以降は高校生になっている。
日本で公式に確認されている超度7はザ・チルドレンの3名のみ。その将来には大きな期待が寄せられており、専用のサポート体制が取られるほどである。一方で未来に危惧される「エスパーと普通人の最終戦争」で重要な役割を果たすのではと懸念もされており、「ザ・チルドレンは天使か悪魔か」という事案でバベルの予知システムにかけられたことがある。この事案は「懸案事項666号」と呼ばれてバベルの最高機密に指定されている。
彼女らは精神的に実年齢らしい情緒面の未成熟さが垣間見えるが、その一方で桁外れの能力を持つ事による「普通の子供に、なりたくてもなれない」という冷めた自己認識がある。作中「普通の人々」に代表されるエスパーへの疑念を受けて、現在の立場への鬱屈がくすぶっているような描写（主に薫）が時々ある。
皆本が主任になるまでは学校に通わずバベル本部で特別教育を受けていたが、政府や教育機関の説得に成功（アニメ版では皆本の尽力もあり）し、普通の学校に通うようになった。ただし機密保持のため周囲には超度2と偽っている。皆本との約束で、彼女達は学校では超能力を使わないように心がけていることもあり、友達にも恵まれて楽しい学校生活を送ることに成功している。中学生になってからは影チルの支援などもあって、学校での場面がかなり増えてきている。
任務時
普段の生活ではESPリミッターにより能力を抑えられているが、任務の際には皆本がリミッターを解除して本来の能力を発揮する。超能力そのものは他を圧倒するほど強いが、判断力等は未熟なため、指揮官・皆本による補助が不可欠。以前は幼い彼女達には負担が掛かり過ぎるという皆本の判断で、能力の応用的利用は教えられていなかったが、成長に合わせて現在は能力のコントロールに焦点を当てた訓練も行われるようになっている。
皆本が開発したESPリミッターに搭載されているブースト機能で、葵と紫穂の能力を薫に上乗せする「トリプルブースト」により、さらに強力な能力を一時的に使うことができる。ただし、薫の体への負担が大きく効果が切れてから薫はしばらくサイコキネシスを使うことができない。リミッターには通信機能もあり、皆本が傍にいない場合の指示はここから出される。また無断で取り外したりすると、皆本の携帯電話に連絡がいくようになっている。現在の物には搭載されていないが、ECCM（ECM中和装置）がついていたこともあった。なおECCMとECM（超能力対抗装置）は現在は皆本の携帯に搭載されている。
「黒い幽霊」との戦闘時、トリプルブーストの延長線上として「念動・強制解放（サイキック・フォース・オブ・アブソリューション）」という連携技が発動した。薫を核とし、彼女に触れているエスパーの力を大幅に吸い取る程のパワーを必要とする。薫への反動も大きく、発動後は気を失ってしまう。兵部にも解けなかった強い洗脳を解除する効果を持つため、パンドラ、黒い幽霊の双方から非常に注目されている。また発動時、薫の背中には翼が現れるのだが、葵と紫穂との時は白い天使の翼で洗脳も完全に解除されたが、パンドラメンバーとの時は黒い悪魔の翼で解除は不完全だったという差もある。
強制解放時以外にも作中、チルドレンらの背中に光る天使の羽根のようなものが確認されることがあるが、実際に確認したのは皆本と兵部、澪だけであり、はっきりしたことも判っていない。
服装
チルドレンの特務制服は水色をイメージカラーとしている。小学生編ではボタンが4つ（上に2つ、下に2つ）ついたブレザーに白いミニスカート、白いブラウス、頭にはベレー帽を被り、足は黒いハイソックス、革靴を着用。襟元には幅広のリボンをしていた。中学生編ではブレザーはプルオーバータイプで腹にラインが入り、左腕にバベルのロゴ入りエンブレム、右腕にそれぞれのナンバーがプリントされている物に変更され、襟元もリボンからネクタイに、足もハイソックスからニーソックスになった。なお、薫だけは帽子嫌いを理由にベレー帽を被っておらず、小学生編では革靴の代わりに赤いローラーシューズを履いていた。リボン、ネクタイとベレー帽の色は各自異なり、それぞれの名前に含まれる色がトレードカラーになっている。熱・放射線・衝撃・毒物などから身を守る「鎧」として様々な防御効果を持つハイテク特殊素材製で、中学生編のものはその機能がさらに強化されている。
下着が見えやすく防御力に問題もあるのにミニスカなのは、皆本がザ・チルドレンの主任になってから、薫が制服にミニスカを希望したのが通ったから。その意図は「葵と紫穂のがチラチラ見えた方がやる気が出る」という彼女のオヤジ趣味から来ている。皆本が主任になる前は、私服の上に大人の特務エスパー用のジャケットを羽織っていた（アニメ版では最初からミニスカの制服だった）。その他任務に応じて適当な衣装や専用の防護服も着用する。
特務活動外のシーンやエピソードも多いため、皆本共々様々な私服姿が登場する。また小学校は私服だったが、中学校では学校指定の制服がある（通常はセーラー服で上にセーターを着ることがある）。
過去
明石薫、野上葵、三宮紫穂の3人が出会ったのは5歳の時。葵と紫穂が先にバベルにいて後に薫が加わった。「ザ・チルドレン」というチーム名で特務エスパーとして活動しはじめた時期は不明。3人はあまりの力の強さ故に恐れ拒絶されることも多く、能力と情緒のアンバランスさ、そして「日本の宝」だとする桐壺の甘やかしも加わり、皆本と出会う前には周囲から孤立し我侭放題、暴力破壊行動し放題で手のつけられない性格となっていた。作中ではチルドレンの前の担当として5人の運用主任が確認されているのだが、そのうち4人は見過ごせない抑え付けに反発するチルドレンによる精神的か肉体的な暴力で重傷を負い辞めている。皆本の前任だった須磨貴理子も力ずくを通り越した虐待で抑え付けようとしたが、これもうまくいかず最終的に最悪の反発を招いた上で叩き出された。
そんな彼女達だが、今は心を許せる皆本との出会いによりかなり丸くなっており、B.A.B.E.L.の仲間達との関係も良好。皆本に対しては我侭ぶりを見せる反面、一番に慕ってもおり、皆本がバベルを辞めると言い出した時は思わず号泣して能力を暴走させた。

#### メンバー
明石 薫（あかし かおる）
声 - 平野綾
本作品の主人公。7月30日生まれ。星座は獅子座。血液型はO型。中学生時：身長153cm、B80W54H79。
能力
超度7の念動能力者（サイコキノ）。
チルドレンの中でも秘められた闘争本能、潜在能力がかなり高く、ビルも簡単に破壊できる力を持つ。暴走状態では最新型ECMも無効化し同じ超度7念動能力者同士の競り合いでも勝利している（超度7は測定不能の領域のため、賢木は同じ超度7でも薫はかなり高い能力者であると考えている）。また、エスパーや仲間のピンチ時には普段よりも力が出る。短い距離ならテレポーター以上で動くことができる。その上、黒い幽霊との戦いの中でブースターを介してではあるが、仲間のエスパーの能力を合成して新能力を作り出す力も開花させた。さらにエスパーの気配に敏感で、はるか遠方でエスパー達が次々死ぬ戦闘が起きている事を察知したり、人工衛星ですら発見不可能な仲間のエスパーの存在位置を宇宙から探知することにも成功している。兵部はこれをエスパーの救世主たる所以と評しており、皆本も詳細を解明中である。
また、エスパーは超能力に頼ることで運動不足になりがちだが、彼女の場合は逆に技を繰り出す時に体を使うことで、無意識に筋肉に負荷をかけ続けて来たため、運動能力も相当に発達（ただしスキーは全く滑れない）しており、中学入学時には陸上部にスカウトされた（最終的には多忙を理由に芸能人と誤魔化し拒否した）。
役割
「ザ・チルドレン」のリーダー格。コードナンバー「C-01」。任務では移動・攻撃・防御・運搬・落下物の支持・障害物の破壊など基盤を担う重要かつ多岐に渡る役割を担う。
服装
リボン、ネクタイの色は赤。他の二人と違い、ベレー帽は着用しない（本人曰く「帽子嫌いなんだよ!」）。
ESPリミッターは腕時計型（念動時に腕をかざすため）で太陽の意匠。髪の色は赤茶色。小学生時代の終わりから髪を伸ばし始め中学生現在長髪になっている。
性格
一人称は「あたし」。小学生の頃はやんちゃで喧嘩っ早く短気な性格だが、人一倍正義感が強く姉御肌。一人称を除き、少年のような口調で話す。ガキ大将的な性格でもあり、年の近い者とはすぐに友達になっている。反面、気に入らない事があると相手を壁に叩きつけたり、バベルの高額な機材を破壊したりと普段から感情的で、何でも超能力で物事を解決しようとする直截的な傾向が強い。皆本に超能力に頼りすぎている事を注意される事もあった。
またオヤジ趣味（スタミナドリンクを愛飲、男女問わないセクハラ言動、週刊誌愛読など）で、女性とのスキンシップが大好き。しばしば美人、美少女相手にエロ、ナンパまがいの行動をとるが本人曰く「レズっ気もロリっ気もない」との事。リーダーシップがあり同性からの人気も高いが、ラブレターを女の子からもらってショックを受けることも。巨乳に異常に固執し、女性のバストサイズとカップを目視で測れる（実際に触ってみることも）。エロが絡むと超感覚のような能力を発揮するなど、力が跳ね上がる。
しかし成長するにつれ男っぽい言動は減り、今はオヤジと乙女がせめぎあっている状態で、徐々に予知された女性らしい未来の性格に近付いているようである。
強気な性格であるが、裏腹に寂しがり屋で父親の不在、芸能関係の仕事に就いている母姉との関係が難しい家庭環境から愛情への渇望が非常に強いという繊細な一面も持っている。
エスパーであることによる冷めた自己認識（孤独感）がチルドレンの中でもひときわ強く、その内には自分と同じエスパーを守りたいという強い衝動のような意欲が眠っている。更にその意欲を持つ事による高いカリスマ性を秘めているようで、味方はもちろん敵のエスパーを魅了することもある。しかしそれ故なのか、自分と同じエスパーに対してだと、たとえ相手が犯罪者であっても気を許してしまう事があり、皆本達に無断でパンドラのメンバーと行動を共にしたり、一人で彼等の拠点に行ってしまう等、独立した言動も見せるようになっている。もっとも、現在のバベルはエスパー保護の観点からパンドラとの対黒い幽霊への共闘、チルドレンとの交流によって可塑性に富むパンドラの子供達の取り込みを図ることの決断をした(これは上記薫の行動が影響を与えた節もある。日本政府も外交上の観点からパンドラを自国で犯罪者扱いしないことを命令している)。
名前の由来は明石の君と薫から。
家族
女優の母親、グラビアアイドルの姉がいる。2人とも巨乳で、薫の巨乳好きは母、姉への憧れでもある。詳しい理由は不明であるが、両親が離婚しており、父親は姿を見せない。母と姉はエスパーである薫の抱く孤独感を内心察しつつも適切な接し方が見出せず距離を置いているが、関係は良好。
仲間内
皆本を「皆本」、他のチルドレンは「葵」「紫穂」と呼ぶ。
普段は皆本に対して時折反発するが、実際は周りが見えなくなるほど彼に好意を持っており、本人は意識していないがかなりのツンデレ。独占欲が強く、隙あらば皆本ともっと関係を深めようと他の2人を出し抜こうと画策する場面もある（だが、葵や紫穂に懸念されたり妨害されたりする）。中学生になってからは、以前は許容出来ていた皆本の葵や紫穂との触れ合いですら堪えられない衝動も芽生え始めている。一方で、皆本を過剰に意識するようになり、妄想内で暴走したり、以前のように安易にベタベタしなくなるという大人への変化も見られる。薫自身も皆本への想いが以前よりも遥かに深まっていることを自覚しており、皆本の自分達への変わらぬ子供扱いを察しつつも、対等に見て貰うための成長を目指す決意をした(成果はまだまだだがオヤジ癖を改めることから始めた)。兵部によると皆本を殺害すると薫は絶望のあまり生きていけないらしく、実際に皆本が殺されそうになった際は、理性を失いかける程までに超能力を暴走させ、危うく超能力で相手を殺しかけるという描写がある。紫穂からは浮かれ気分の葵や自分と異なり本気で皆本が好きで全てを賭けて愛していると分析されている。最終的に皆本の彼女に「内定」する格好になった。
また、人間達の実験体にされた桃太郎の件をきっかけに、彼の怒りを真っ向から受け止めた兵部に対しても皆本とは違う信頼を寄せ始めている。よってバベルが彼を捕らえようとしていても薫自身は争うつもりはない。ただし、不二子を本気で殺そうとした兵部には怒りを露わにした。
時々皆本を念動能力で壁に叩き付けたりする。理由は(現在、皆本は誰とも交際していないので浮気にはならないが)浮気の制裁であったり、照れ隠しだったりとやや理不尽。中学生編に入ってからは直接的な制裁は減ったようだが、かわりに言葉や表情で皆本に精神的なプレッシャーをかけるようになった。
葵と紫穂とはいつも一緒で仲良しだが、2人が男子とデートすることを知った際は、嫉妬して桐壺と妨害工作に加わったことで友情に一時的ヒビが入ったり、ときには皆本をめぐり喧嘩になることもしばしばある。終盤には２人から抜きん出た皆本への想いを認められて（実は昔から察していた）応援されることに。
東野将とは、勉強とスポーツで張り合う、良きライバルである。超能力を怖がらずに本気で向かってくる彼には好感を持っており、ケンカの時も常に笑顔を浮かべている。超能力で安易に物事を解決しようとする彼女が学校で超能力を使わないのは、皆本と東野の信頼に応えてのことである。
過去
自分の力の制御がうまく出来ず、幼い頃、癇癪を起こしただけで母親に重傷を負わせてしまっており、それが原因で家族とも触れ合いが出来ない環境で生きざるを得なかった。
皆本と初めて会ったのは彼がまだバベルの研究施設で働いていた頃。初対面にも拘らず、サイコキネシスで壁に叩き付ける等していた。一方で、皆本の優しさに対して安心を感じて無防備に寝てしまったり、主任就任時等にはツンデレな態度を見せていた。また、紫穂と葵が傷付けられた時も、本気で怒っていた。
家族に抱き締めてもらえなかったことや手を伸ばしてくれなかったことなどが彼女の中で強いトラウマになっており（兵部談）、皆本と出会って以降も、自分でも無意識の内にそれを深く引きずってしまっている描写がある。
未来
20歳時、「破壊の女王（クイーン・オブ・カタストロフィー）」と呼ばれる。P.A.N.D.R.A. のリーダーとして反逆するエスパー達を束ねて、皆本には想いを寄せながらも対立。葵や紫穂も懐柔して自らの側近としてメンバーに引き入れており、エスパーの暴動を収拾させるため活動している。
作者曰く悲劇的ラブストーリーのヒロインであり、伊号の予知にある、皆本に射殺される場面はある意味大人の男女が結ばれたシーンでもあるとのこと。
なお、10歳の時に一度未来の自分の姿を見た際には、（それが未来の自分とは知らず）「乳がデカいだけの頭の悪そーな女」と評した。
20歳時体型・B88、W56、H85。やや露出の多い服装。
また中学生編からの薫は髪を伸ばしているが、20歳の彼女は小学生編同様のショートヘアである。これは「自分もエスパーとして反乱に参加すると決めた時、のばしていた髪を切って昔の姿に戻した、みたいなそんなカンジの裏設定」がある為。
現代でも兵部からは最初から「女王（クイーン）」と呼ばれている（アニメ版ではユーリもそのように呼んでいる）。
野上 葵（のがみ あおい）
声 - 白石涼子 / 土谷麻貴（戦国大戦）
12月26日生まれ。星座は山羊座。血液型はA型。中学生時：身長155cm、B74W55H76。
能力
超度7の瞬間移動能力者（テレポーター）。
単独テレポートではマッハ5を超える速度を記録するなど、非公式ながらテレポートによる移動の距離・回数・質量全てにおいて世界記録を保持している。また、瞬間移動は空間把握の能力と綿密に結びつく関係にあり、目隠しや幻覚状態においても周囲を感覚的に把握することができる。
役割
コードナンバー「C-02」。任務では基本的に移動や物資の運搬などを担当する事が多いが戦闘能力が無い訳ではなく、物質内に転送（生き埋めや内部からの破壊）・上空から物質を落とす・相手を上空から落とすなど間接的ながら強力な攻撃方法を持つ。また、サイコキノでないにもかかわらず宙に浮いている事があるが、これは少し上への瞬間移動を高速に繰り返す事で浮いている。
服装
リボン、ネクタイとベレー帽の色は青。ESPリミッターはイヤリング型（空間把握能力に影響する感覚器官に近い）で月の意匠。旧型は満月を象っていたが、新型では三日月に変更。眼鏡をかけている。髪の色は黒色。
性格
京都出身という設定ではあるが、作者が京都弁を知らないため大阪弁を使う（父の大作が大阪出身という理由付けはある）。
一人称は「ウチ」。3人の中では一番の常識人かつ真面目で大人しい方だが、それはあくまでも他の2人と比べたらの話で、一般的には立派な問題児である。また精神面では薫や紫穂に対する依存も大きい。学校の成績はとても優秀。ザ・チルドレンのチームワークを重んじ、情に厚い。また、耳たぶが弱点な他に体をくすぐられるのも弱い。胸の成長が他の二人より遅れていることを気にしている様子。
性的なことに関しては、3人の中で最も潔癖症かつ奥手で、「不潔」が口癖になっている（主な対象は皆本）。薫のオヤジ用語に付いて行けず、紫穂に意味を聞いてはぐらかされる場面がよく見られる。ただし、性的な知識などをちゃんと知っていながら、知らない振りをしている面も見られ、中学生編では紫穂から「この『自称カマトト女』がぁぁぁ!」と、罵声を浴びせられ、シャープペンで突付かれた事もある
計算高く、ステレオタイプの関西人としてお金に敏感な一面を見せることもある。名前の由来は葵の上から。
薫の誕生日会でガールズバンドを結成時に音楽的センスがないことが発覚したが、文字通り血の滲む努力の末に1曲だけはマスターした。
家族
実家は京都で会社経営をしている。両親と過去病弱だった弟がいる。幼少の頃、家業がうまく行かない為にバベルに売られたと思っていた。現在の家族関係は良好。姉大好きな弟のユウキと娘を溺愛する父の大作は、皆本に敵対心を持っている。
仲間内
皆本を「皆本はん」、他のチルドレンのことは「薫」「紫穂」と呼ぶ。学校の成績はチルドレンで一番優秀。紫穂は葵のことをチルドレンの中で「スポーツではどうしても3番目になる」と評したが、テレポーターであるため歩く機会が他の二人より少ないことが原因。その為か、体重においてもかなり危うい模様。
薫や紫穂と同じく、皆本に対して好意を抱いている。小学生編ではあまり自分から仕掛けたりはしていなかったのだが、中学生編では抜け駆けも多くなり積極性が増してきた模様。個別行動の機会は現段階で多少だが2人より多い。実家に皆本を連れて行った時は、婚約者を連れて行く気分になっていた。しかし、皆本への恋心は薫どころか紫穂よりも劣っているのは実のところ自覚はしている。薫に対する思いでも紫穂には及ばないとして、潜在的コンプレックスではあったが万人にする特務エスパーとしての想いに還元することでむしろ強みになると考えるようになった。
過去
4歳までは割と普通だったのだがその後急に力が強くなり、バベルに預けられた。葵が負傷したとのことで治療のためにバベル研究施設に運び込まれたことが、皆本とチルドレンが出会うきっかけとなったが、実際は頭にたんこぶができた位のものであった。
未来
未来では20歳時、兵部の命名通りなら「光速の女神（ライトスピード・ゴッデス）」と呼ばれていると思われる。薫から「黒い幽霊」の真の目的を聞いたことから、B.A.B.E.L.を離れてP.A.N.D.R.A. の一員となっている。予知で彼女が皆本と対峙していた際は、敵の放った核ミサイルを食い止めており、助けに現れたバレットが倒される場面に遭遇する。
なお、10歳の時に一度未来の自分の姿を見た際には、（それが未来の自分の姿とは知らず）「色気のない貧乳メガネ」との評価を下した。
体型・B80、W56、H83。シックで落ち着いた服装。
現代、兵部からは「女神（ゴッデス）」と呼ばれている。
三宮 紫穂（さんのみや しほ）
声 - 戸松遥 / 土谷麻貴（戦国大戦）
2月12日生まれ。星座は水瓶座。血液型はAB型。中学生時：身長152cm、B83W57H82。
能力
超度7の接触感応能力者（サイコメトラー）。
全力でサイコメトリーを使うと、他のサイコメトラーでは感知できない小さな痕跡でも見付けられる。しかし相手が高超度エスパーになるほど読み辛くなるらしく、その場合に使用されていた物体に関しては表面的な強い残留思念しか読み取れない。事前にサイコメトリーする機会は段々減っており、結論を先回りすることが多かったのに対し、後付けや確認の意味ですることの方が多くなった。
役割
「ザ・チルドレン」のサブリーダー格。コードナンバー「C-03」。任務では主に、犯人追跡用の手掛かりを探したり、敵の思考や過去を読み取ったり、周囲の情報を収集する等のサポートをする。超能力自体に攻撃性がないため、戦闘では主に拳銃を用いる。また、原作初期の時点からレミントン・ダブルデリンジャー（本人は子供用と言うが、殺傷可能な立派な武器である）を持ち歩いていると明言している。より殺傷力の高い皆本の銃を奪うことも。サイコメトリーで弾道を予測できるため、目を閉じても命中させられる。拳銃だけではなく、サイコメトリーで道具から使い方を読み取ることができるので、ありとあらゆる道具や機器・乗物を使いこなすことが可能。他にもスタンガンを太腿に隠し持ち、吹き矢などの武器を所持していることもある。最近になり専用装備のワイヤーガンが支給されたが、拘束した上でサイコメトリーまで出来、おまけに電撃を放つことも出来る（ただし雨の中では使えない）という凶悪なシロモノ。
服装
リボン、ネクタイとベレー帽の色は紫。ESP リミッターは指輪型（指先で触れるため）で星の意匠。髪の色は紫を帯びた銀色。なお、短期集中連載から本連載に移る際に髪型が変更されたのは、作者が『綿の国星』のチビ猫に影響を受けたからである。
性格
一人称は「私」。性悪（サンデー誌上の登場人物紹介より）。触れた物からその背景を読む能力の為、10歳で現実の清濁・シビアさを承知していた。それゆえ一見穏やかだが腹黒で、涼しい顔で真っ黒な毒舌を吐き、洒落にならない嘘をつく事も多々ある。作者によると、それは彼女の自己防衛でもあり、実際には中身は人一倍甘えん坊で手のかかる難儀な子なのだとのこと。薫への依存度も葵に比べて高く、彼女を傷つけた者には容赦のない殺意を向けたほど。高超度エスパーは自分の強過ぎる力を嫌う傾向が強いが、心を読む自分が破壊力を振るう薫よりも恐れられていることに幼い心を深く痛めていた。
行動もかなり過激で、周囲の被害や後先を考えない攻撃を繰り出すことがあり、銃の発砲や虫殺し程度では躊躇せず、必要ならば殺人をも厭わないような発言まで飛び出す。猟奇殺人などの現実的な物は平気だが、幽霊やホラー映画の類いは気絶するほど苦手。恋愛事に関しては耳年増な面もあって、よく皆本をたじろがせているが、何だかんだと結局は薫や葵同様、お子様である面が強い。
当初は暴走する機会の多い二人を「やめなよー」と棒読みで制止していたが、特に皆本を巡る話では三人揃って、あるいは薫抜きでも暴走することが多くなった。小学生編では敬語口調が基本で慇懃無礼な台詞が多かったが、最近では感情的になりがちで言葉遣いも乱暴になっている。また、薫が暴走（特にエロ嗜好で）した際には、バットで後頭部を殴る等、過激な阻止行動に出る事も多い。
野菜類全般を避けて食べるなど偏食気味でスナック菓子を好み、度々1人で食べている。出前での好物はピザ。肉や魚が好きだが、その理由は殺されたときの断末魔の思念にゾクゾクする為であるらしい。金品や心情に訴える言葉では釣られないが、美味しい食べ物には反応する。
名前の由来は女三宮と紫の上から。
家族
警察庁長官の父親と母親がいる。父親は厳格で捜査の為なら娘に凄惨な現場を透視させるのもやむなしと考えているが、冷酷なわけではなく娘との信頼関係は築けている。母親は紫穂の幼少時、接する経験不足からノイローゼ寸前まで追い詰められていたが、隠し事をしないよう努力した結果、何事も全て本音で話す裏表のない人になってしまった。
仲間内
皆本を「皆本さん」、メンバーは「薫ちゃん」「葵ちゃん」と呼ぶ（読切版では「薫」と呼んでいるが、葵を呼ぶ場面はなかった）。
自分に触れると心を読まれてしまうかもしれないということを承知しながらも、ごく自然に手を繋ぐ皆本に対しては全幅の信頼と好意を寄せている。後にチルドレンだけで兵部と接触した時も、皆本に対する気持ちをはっきりと主張し、中学生編でも自分達が将来パンドラのリーダーになるという兵部の発言を強く否定している。３人の中では皆本に対する好意と信頼には最も迷いや疑いが無いとも考えられるが、恋愛的な意味では薫だけが皆本に対して本気であると実は小学生の頃から見抜いていた。
葵曰く「かなりのヤキモチ焼き」らしく、皆本だけでなく薫に対しての独占欲も強い様子。薫がファントムに幻覚とはいえ大怪我をさせられた際には一時的にパニックに陥り、幻覚と分かった後は彼女と皆本がおびえるほどの怒りを見せ、いつもよりも激しい爆弾発言を連発した。皆本よりも薫が大切だとの言葉もあり、薫と皆本の仲を応援するようになってからは、薫を不幸にすれば皆本を許さないとまで考えている。
薫達や親しい仲間、友人に対してはなるべく心を読まないようにしているが、同じサイコメトラーの賢木に対しては対抗心を持っており、賢木も紫穂に対しては大人げない態度や行動をとる。もっとも彼には反発心もあるものの共感を覚えてもいる（お互いにそれを認める気はないようだが）。
過去
その能力のために、一緒にいた葵には「心を読まれて深刻に怖がられるよりも、普通に嫌われた方がいい」とひどく意地悪に接していた。しかし薫が来てその心に触れたことで、拗ねた心を解き三人共がかけがえのない親友になった。赴任前の皆本にはスタンガンで脅してリミッターを改造させようとした。この頃から毒舌、過激な行動は健在。皆本のことを当初は人畜無害で使える人間にしか思っていなかったが、彼の人となりを知るにつれ、彼を認めた。
未来
実際の描写はまだないが兵部の命名通りなら20歳時「禁断の女帝（アンタッチャブル・エンプレス）」と呼ばれていると思われる。皆本を裏切った薫と再会した際には激怒していたが、後に薫に懐柔されたのか、P.A.N.D.R.A. の一員となっている模様。フェザーの記憶の中に彼女の姿が見られており、不二子と共に「ファントム・システム」へと組み込まれたユーリを操るギリアムのアジトに潜入し、不二子が倒される場面に遭遇している。
なお、10歳の時に一度未来の自分の姿を見た際には、（それが未来の自分とは知らず）「底意地の悪そーないやらしい感じの女」と評した。
体型・B93、W57、H87。服装はフリルの多いロングスカート。薫曰く「発育がいい」という言葉通り、実際未来での彼女は、3人の中では一番の巨乳。
現代、兵部からは「女帝（エンプレス）」と呼ばれている。

#### 主任
皆本 光一（みなもと こういち）
声 - 中村悠一、釘宮理恵（幼少期）
9月18日生まれ。星座は乙女座。血液型はB型。身長181cm、体重67kg。
本作開始時20歳、中学生開始時は22歳、現24歳。読切版では水元光（みなもと ひかる）。両者とも、ほぼ同一のキャラクター。読切版の水元を連載にあたりエスパー から普通の人間に変更したのが皆本。
名前の由来及び設定は、光源氏と某エスパー漫画の主人公の名前「浩一」からの引用（チルドレンの三人は、まったく言うことをきかない「みっつのしもべ」、と作者はブログ内で冗談めかして言っている）。またブログ内で、「人に見せると、ほとんどの人がみずもとと読むので、誤読を防ぐため、変えた」とも述べている。
初期構想では、能力を失った元天才少年エスパーだったが担当主任として復帰する案があった（単行本5巻のあとがきより）。
能力
超能力を持たない普通人（ノーマル）である。ただし読切版の水元光は、実際はLevel.7のアンチ・アンチ・エスパー（対アンチ・エスパーのみのアンチ・エスパーのこと）。このことを知っているのはB.A.B.E.L.の局長桐壺とその秘書の柏木のみ。本人も知らない。
小学5年の自由研究でフェルマーの最終定理に新しい解法を見つけ、18歳で海外の学位を2つ取得したほどの天才（読み切り版ではIQ200以上という記載がある）。エスパーの戦術的運用にも非凡な才能を発揮し、バベル内では「問題チームであるチルドレンを唯一使いこなした天才指揮官」と噂されており、グリシャム大佐からの推薦で後述の米国出張に繋がった。指揮官としての人望には恵まれており、非常時は賢木と不二子も含むバベル所属特務エスパー全員の指揮も担うなど全幅の信頼を寄せられる。
コメリカでアダム・ハミルトンの暴走を静めた時には、コメリカから600万ドル（日本円にして、約6億円）もの高額での引き抜きの話があったほど（皆本はチルドレンといたいがため、断ったという）。
薫のサイコキノから身を守るため筋肉トレーニングを積み、手違いで自衛隊の訓練に参加していた上、精神力も並外れて強く、チルドレンや兵部の超能力攻撃に晒され続けた結果、常人離れした耐性を持つ。よって普通人としては相当強い部類。だが、高超度エスパーらに対しては分が悪く、兵部のヒュプノには何度も苦汁を舐めさせられているし、敵に捕らわれたり肉体的精神的に危険に晒されることもしばしばあり、チルドレン達によって何度も救われている。
役割
「ザ・チルドレン」の現場運用主任。階級は二尉。中学生編に入ってからは、不二子や賢木を含めたチルドレンサポートチームの指揮官も兼任している。
現場では基本的には非凡な頭脳を駆使し、チームの指揮に専念する。別名「エスパー・ハンター」とも呼ばれる熱線銃「ブラスター」の試作品を不二子から持たされている為、攻撃も可能だが、現在まで人を傷つけたことはない。日常においてもチルドレンの3人及び影チル2人と同居しており、彼女等の世話育成を一手に引き受けている。
また科学者であり超能力研究者でもある側面を活かし、リミッターやECM等の制作にも関わる。技術者としての手腕はパンドラからも高く評価され、「強制解放」に使用するため澪たちは皆本の作成したブースターのコピーを所持している。
服装
勤務時はグレーのスーツに緑のネクタイ姿。視力はかなり悪く常に眼鏡をかけている。眼鏡がないと側の人間も認識できないし、まともに歩けない。
性格
真面目かつ誠実で優しく、博愛主義精神の持ち主。また天性のお人良し。滅多なことでは揺るがない強い信念を持つ。普段は温厚で礼儀正しいが、からかいなどで怒らせると非常に怖い。本気でキレたときは怒りで我を忘れて暴力的な性格に変貌し恐ろしい反撃に出る。チルドレンはもちろん、桐壺や不二子ですら震え上がらせる程。劇中数少ない常識人でツッコミ役でもある。また、記憶にある味を求めてブラウニーを数十個作り直すなど凝り性な一面を持つ。
容姿端麗で性格も頭も良くエリートの彼は、作中の女性達にモテており、狙って接触を図る者も多いが、本人は鈍感で女性の扱いはイマイチ（実際に葵との「ご褒美デート」は彼女の心が全く掴めていなかった。またキャリーとの交際を実は賢木に妨害されていたと気づくまでに3年かかっている）。「正しいことしか出来ない」性分で、その裏表無いひたむきさはチルドレン等を惹き付けているが、反面兵部からは柔軟性を欠く独り善がりなものとして批判され、不二子からも予知を変える鍵として成長を求められている。その影響か、中学編以降はパンドラとの協力体制を渋々ながら受け入れる等の変化がみられる。一方で予知における薫（破壊の女王）に惹かれてしまっていることを自覚してしまったため、予知を覆すには彼女への想いを断たなければならないという苦悩を密かに感じている。
エスパーとノーマルを仲間同士や同じ人間という尺度で捉えているため、エスパーに対する区別意識すら皆無。これは、自身の突出し過ぎた知力の為に、普通の子供として生活できなかった経験から来ており、ノーマルから差別されるエスパーの疎外感情も深く理解することが出来る。ただ、黒い幽霊との戦いの中でエスパーは新たな種で、薫はそれを守ろうとする力と衝動があるのではという疑念も持つ。ただ、皆本自身バベル所属エスパーとパンドラ、黒い幽霊所属エスパーを区別せず、（唯一人の例外である兵部京介を除いて）可能ならば敵性エスパーさえ保護下に置いて守ろうと考えている。
ティム戦で苦戦する葵や紫穂のもとに薫を送り届けるために空自の新型戦闘機を足がわりに使った結果破壊された為、国に100億を超える損失を与えた責任を取らされたことがあったが、その後この件を深刻に捉えた描写はなくギャグオチだった模様。
趣味は掃除・洗濯・料理・裁縫等の家事一般。ゆえに日常生活も几帳面。面倒見がよく子守も得意。その主夫っぷりや性格などからか「お姫様」「乙女」「中身はおばさん」などと言われることも。世界中の凝った料理を大量に作ることがある。ただし日曜大工は未経験なため不得手。
普段は未成年者と暮らし、多忙なせいで習慣的な飲酒をしていないが、飲むときは泥酔するまで飲み、同じ言動をしつこく繰り返すなどの行動に出たことがある。
家族
K県某市（ランドマークタワー風の建物がある）に実家があり、両親と愛犬の「トルテ」がいる。一人っ子。同居して食事を作ってくれていた祖母が入院した為、料理の苦手な母にかわって料理をするようになったことと、留学中一人暮らしだったことで家事全般が得意になった。祖母は既に他界。アニメ第3話では、皆本の小学生の頃のシーンで母親が登場しているが、容姿は原作版と異なる。これは当該回製作時に原作未登場のため（原作連載版2008年52号で初登場）。
仲間内
チルドレンを「薫」、「葵」、「紫穂」と呼び捨てにしており、「ティム」、「バレット」についても同様。他チームの明やナオミに対しては「明くん」、「ナオミちゃん」と呼んでいるため呼び捨ては直属の部下に限られているようである。
ザ・チルドレンの3人を健全に育てようとしているが、逆に子供扱いに反発され苦労が絶えない。しかし、彼女達とは強い絆で結ばれ、それぞれに全幅の信頼と好意を寄せられていて、上からの命令だけでチルドレン達と引き離されることには抵抗するし、彼女達も皆本以外の主任を認める気はない。また下手に女性と仲良くしようものなら、チルドレンによる「浮気の制裁」が皆本に降りかかる。身近に強力なサイコメトラーの紫穂と賢木がいるせいで隠し事の類いは一切出来ないため、邪なことは全く考えないか半ば諦めている。
自分自身が標準的な子供の生活を送れなかった経験から、出来る限りチルドレンを普通の女の子として扱おうとする。その観点から、スパイや犯罪の捜査といった社会の暗部に関わる任務や、命の危険のある任務はなるべくさせたくないと思っているが、彼女達の力を頼らなければ解決できない事件があることも理解しており、苦悩することもある。また戦闘において仲間エスパー達についていることしかできない自分を歯がゆく思う描写もある。彼女らのトラブルには身を挺して助けだそうとする。
ザ・チルドレンの3人のことは妹か娘のように思っていて、恋愛的感情は頑なに否定しており小学生編では「ガキ」で片付いていた部分もあった。だが、中学編以降は彼女たちの身体的成長により自制に苦労することが増えている（小学生編でも兵部の催眠により3人が大人の姿に見えていた数日間は3人にからかわれ苦労している）。また、三人三様の「女心」を持ち、恥じらいながらも甘えたい薫、特別な女性として扱われたい葵、変わらず側に居続けて欲しい紫穂とそれぞれ皆本に対する想いが異なっている点でも苦労している。特に薫が時々見せる女性らしい振る舞いや可愛らしさ、成長した姿に惹かれることもあり、そんな自分に戸惑うことが増えている。薫への意識が強くなることで一時は距離を取ろうとまで考えたが、彼女からの猛アタックや「未来で出会って過去を慈しんで来た（予知での彼女に惹かれそれを辿って行く格好）」との特殊性も相まって、将来という留保は残しつつも事実上結ばれた。その一方、ティム、バレットに対しても弟分としてチルドレン同様に愛情を持ち、大事に扱っている。特に未来の戦いで葵を庇って戦死したバレットの姿を見たときには動揺するあまり、事情を知らないバレットを思わず抱きしめている。
主に賢木からロリコンの扱いを受けており、相手が兵部となると互いに「このロリコン野郎」の醜い応酬合戦になる（本人をこれでからかうと怒るのが定番）。
賢木とはコメリカ留学時代からの付き合いで親友。ただ、周囲の女性からモテまくることに嫉妬した賢木から前述の扱いをされ、合コンやナンパのダシにされるなどの扱いや見合いの妨害も受けており「悪友」が適切ととれる場面も多い。もっとも互いに命の危機を救っている。
過去
小学生時代は浮きこぼれゆえに教師と他の生徒がやりにくくなり、小学5年生で前述の定理の解を提出したこともあって特別教育プログラムに進むよう勧められ、体よく排除されてしまったという苦い経験を持つ（不正や嘘を嫌うゆえに学校をサボることも答えをわざと間違えることもできなかった）。この過去を利用されて兵部に籠絡されかけたこともある。
特別教育プログラム後は海外に留学、18歳時にはコメリカの某大学医学部ESP研究科に所属していた。この時にキャリーと出会い、相思相愛となるが悲恋に終わった。
帰国後はバベルの研究施設に入局し、ESPリミッターなどの研究・開発をしていたが、ある時チルドレンの前主任である須磨にリミッターの強化を頼まれる。しかしそれが電気ショック機能付きという非人道的なものであったので怒ってクビ覚悟で断り、その度胸と態度を桐壺に気に入られる。その姿をチルドレンたちに見られ、逃亡した彼女たちから脅迫され電気ショック機能だけの解除を徹夜で行い、結果的に一晩保護する。翌日、バベルと警察に自宅に踏み込まれ、未成年者略取誘拐という不名誉な濡れ衣を着せられる。さらに直後に起きた事故をチルドレンと共に鮮やかに解決し、錯乱した須磨も保護して人的被害を回避したため柏木にも高く評価される。そのあと桐壷の策略と柏木の色仕掛けに引っ掛かり、半ば強制的に本部特務課に転属され、現職に就くことになった。
未来
伊-九号からパンドラの指導者で『破壊の女王』となった20歳の薫をブラスターで撃つという予知をされている。また、単行本8巻2ndで予知で使われているブラスターと同じ型の銃を不二子から渡されている。未来の薫についての描写や黒巻の作った夢の中での薫とのやりとりを参照する限りでは、成長した薫と秘密裡に相思相愛の関係であり、同棲していたことが暗示されている。
松風 浩一（まつかぜ こういち）
高校生編から登場。薫たちの高校のクラスメイト。
10歳の頃に起こった事故で薫に助けられたことがあり、それ以降彼女に好意を抱く。以降、彼女と再会し想いを告げるためにエスパーやバベルについて調べ続け、バベルが運営に携わっていると噂されていた高校に進学、薫と再会を果たす。その際に能力の有用性と指揮官としての資質を皆本に見込まれ、バベルの臨時職員として採用される。
普通人だが、見たもの全てを完全に記憶する能力「瞬間映像記憶」を備えており、この能力のおかげで催眠能力に対し強い耐性を持つ。
あまりにも出来すぎた出会いであることから、兵部からは「『黒い幽霊』が送り込んできたスパイではないか」と疑いを抱かれている。

##### 元主任
須磨 貴理子（すま きりこ）
声 - 深見梨加
「ザ・チルドレン」の元運用主任で皆本の前任者。チルドレンの指揮官に志願する者がB.A.B.E.L.局内にいないため、教育省から派遣された。厳格でチルドレンを危険物扱いするが、原作者によると彼女なりに人生を賭けてチルドレンを真人間にしようとしていた。しかし、そのやり方はチルドレンのリミッターや当時身に付けていたジャケットに電気ショック装置を組み込ませており、3人が反抗すると容赦なく電撃を加える虐待そのものの手法だった。化学工場の火災の消火を行った時に3人がB.A.B.E.L.からの脱走を図った現場に出くわした時には、非常に暴力的かつ凶暴な性質を顕にしており、電撃のみならず拳銃でゴム弾をチルドレンに撃ち込んだ上に実弾の使用をも辞さない態度を取った。実は彼女自身、幼少時に母親から部屋に閉じ込められるなどの虐待を受けており、現在の攻撃的な性格は虐待を受け続けた事によって形成された。また、虐待を受けてきたトラウマから重度の閉所恐怖症になっており、化学工場の地下通路に閉じ込められた時は錯乱状態に陥っていた。脱出した後も錯乱しており、薫に叩きのめされ、皆本が主任に就いたため、B.A.B.E.L.から事実上追放となり、その後は消息不明。薫からはおばさん（またはババア）と呼ばれている他、「山本」「皆川」「岸本」など皆本の名前を悉く間違える（チルドレンも最後まで皆本の名前を「関口」「山口」「鈴木」と ことごとく間違えた）。
アニメ版では第1話に皆本の前任者として登場。暴言吐きはするが、薫にサイコキネシスでヘリコプターの壁に叩き付けられても電撃を加える事はしなかった。地下鉄の駅で偶然マッスルと遭遇し、拳銃を抜こうとした所を「ビッグマグナム」で固められてしまう。「解禁」コードにソロモン王の逸話を絡ませるなど、「ザ・チルドレン」と対立しながらも、彼女なりに理解しようとしていたことが皆本の口から明かされた。なお、普通に地下鉄を利用している事から、アニメ版では幼少期に母親からの虐待を受けておらず、閉所恐怖症では無いと考えられる（アニメ版での彼女の厳しさは一切不明）。

#### サポートチーム
中学生編より、ザ・チルドレンの補佐を公私共に強化するために作られた、複数の特務エスパーで構成されるチーム。現在は4名。指揮官は皆本。なお、実質上のバベルのボスである蕾見不二子がチームに名を連ねたため、指揮官である皆本は現場でバベルの全権を行使することが可能になった。
蕾見不二子
賢木 修二（さかき しゅうじ）
声 - 谷山紀章
6月28日生まれ。星座は蟹座。血液型はA型。身長185cm、体重72kg。
バベルの医療研究課の医師で、ザ・チルドレンの担当医。初登場時22歳、中学編開始時24歳。現在26歳。中学生編からはオールバックにしていた前髪を下ろすようになった。
コードネームは「ザ・イクスプロレイター（診察者）」。サポートチームへの参加に伴い、特務課のエスパーとしての肩書きも付与された。
名前の由来は賢木から。
能力
超度6の接触感応能力者（サイコメトラー）。他に、合成能力としてサイコキネシスの変形発動により、生体内の生命活動をある程度制御する生体コントロールも持つ。こちらは最初不完全で不安定とされていたが、中学生編では使いこなしており、相手の条件次第では骨折すら即座に完治させる。
役割
普段は本部詰めで、チルドレンの体調管理の他に、バベル職員やエスパー関与事件関係者などの検査診察、治療を主な仕事としているが、現場ではスパイ発見のための捜査に加わったりと、その能力を生かした任務もこなす。読み取る能力は紫穂に劣るものの道具の扱いに長け、飛行機や船も乗りこなすことができ、拳銃ではるか遠くの敵を狙撃するなど常人離れした能力を発揮する。棒術、格闘術の達人。中でもサイコメトリー用にチューニングされた仕込み棒を駆使し、相手の動きを先読みしての攻撃を得意としているが、超能力に頼らずとも戦えるため、小型ECMで自分もろとも相手の力を無効化する戦法も用いる。
超能力も併用した医師としての腕は確かで、揺れる船上で紫穂を助手にして世界記録を遥かに上回る速さで動脈瘤破裂の手術を成功させた程。ただ精神的治療は出来ないため、ヒュプノや記憶強盗といった皆本の危機に打つ手がないことも多く、それを評して兵部達パンドラ勢からはカニ頭、ヤブ医者などと揶揄されている。
性格
紫穂曰く「女ったらしで有名なESPドクター」、皆本曰く「下半身の管理がいい加減」と呆れられるほどの女好き。合コンが大好きで彼女の股掛けは当たり前、ブッキングがバレて修羅場になるのが定番。しかし、それは医者としてもエスパーとしても能力をフルに使えることが少ない欲求不満のはけ口でしかないことをパンドラの紅葉に看破された。明るく派手で遊び好きの軽薄な男だが、とても仲間思いで正義感の強い一面も持っており、医療に関しては気に入らない相手であっても手は抜かない。また敵に対しては腹黒く、激しい気性も覗かせる。
チルドレンに対しては、基本的にはエスパーの先輩として温かく見守っているが、同じサイコメトラーである紫穂に対しては大人げ無く張り合ったりする。が、それはエスパーゆえに少年時代から孤立していた自分とは違い、チームメイトや皆本という守ってくれる存在に恵まれている紫穂が羨ましいことが一因だとしている。また同族嫌悪的に「サイコメトラーほどタチの悪い腹黒、性悪はいない」と自分自身の性格の悪さや暗黒面をおのおの自覚し、互いに自身の能力を嫌悪している面も一因である。ただいざとなると無駄な言葉もいらないため互いに信頼し合ってもいて、賢木が皆本を信頼するのも紫穂が皆本に好意を持つのも、「二人の能力を知りながら皆本が忌避せず接触を許している」ことにあるなど似たもの同士な面も多い。薫とは女好き・明るい性格という共通点から気が合い、仲がいい様子。
ティム、バレット、明に対しては思春期を正常に乗り切るためには欠かせない「悪さや遊びをほどほどに教える大人」として度々悪事に巻き込んだり、恋愛問題に介入したりしている。ただ、三人からは「露天風呂に入る際に一人だけ水着着用だった」、「ナンパのダシにされた」などの仕打ちにより恨まれてもいる。渾身の説得がアニメ映画に負けるなど徒労に終わることもある。
辛い食べ物が苦手。リミッターは色々な種類を持っており、アクセサリー感覚で付け替えている。
愛車（バイク）はスズキ・カタナ。趣味は釣り。料理は得意不得意が激しい模様。薫の姉であり、グラビアアイドルである明石好美のファンでもある。

過去
バベルの小学校全国一斉ESP検査で能力者であることが判明した後も、長く普通人の中で過ごすが、その境遇は孤独だった模様。12歳時に弱って隠れていた兵部を偶然見つけ、バベルに通報して不二子を呼んだことが、兵部逮捕に繋がった（20巻の「さぷりめんと」より）。
東都大学病院外科医局にインターンとして勤務したが、権威主義に嫌気がさしたのと、片っ端から女性看護師に手を付けたことで、3か月で居づらくなってコメリカの大学に留学。そこでも陰口を叩かれ荒れていた彼を変えたのが、サイコメトラーに対しても全く物怖じせず、偏見も持たない皆本との出会いであった。
以降賢木と皆本は親友となり、帰国後は皆本と同時に静岡にあるバベルの研究施設に入局。皆本が本部特務課に転属した後に彼も本部勤務となる。チルドレンの3人とは皆本が出会う前から医師として面識があった。
シャドウ・オブ・ザ・チルドレン
元「黒い幽霊」のメンバーだった少年、バレットとティム・トイで構成した、ザ・チルドレンをサポートするために結成されたチーム。略して「影チル」。
チルドレンの護衛や任務による影響のフォローを主な任務とする。特務制服はミリタリー色の濃いものである。
二人はかつてチルドレンによって同時期に救出されたが、その際に記憶を失っており正確な年齢は未だ不明である。自滅プログラムは洗脳解放時に同時に解除。救出後はバベルに引き取られ、中学生編にいたるまでのリハビリを経て、記憶は失ったままだが能力は八割方回復した。リハビリ中に二人とも劇中アニメ「魔法メイド少女・ぜったい!チルチル」にハマり、お互いそれと知らずにネット上で意気投合したのが縁で、現実でも仲良く行動するようになった。良いコンビだが、この劇中アニメをきっかけに重度のオタクと化しており、アニメ雑誌を愛読したり秋葉原に足繁く通うようになってしまった。二人のダメっぷりは恒例のネタとなっており、パンドラのパティ共々さぷりめんとでの出番は多い。チルドレン宅の隣に住んでいるが、皆本が自室を影チル側に移した際に中の壁を薫が壊してドアを取り付けたため、実質6人での同居状態にある。
バレット・シルバー
声 - 近藤隆、千葉紗子（幼少期）
トレードマークはバンダナ。刺客だった際には額にバーコードが刻まれていたがレーザー処置で消されている。学校に通うようになってもバンダナ着用を申請したのはそれが理由で無く、カガリ、東野とキャラが被るのを避けたいという思惑による。
生真面目な性格で軍事オタクでもあり、影チルで行動するようになってからは「サー」「〜であります」調の軍人のような言葉遣いで話している。チルドレンの事はおぼろげに覚えており、理想の女神像（朧談）など無自覚ながら彼女たちを憧れの存在としてみていて、神聖不可侵と考えて邪な考えは持たないようにしていた。二次元オタクゆえにリアルな女性に興味や関心も乏しかったが、美少女三人と一つ屋根の下で暮らす生活と賢木からの感化により、皆本に対してさえ「羨ましい」「リア充め」という本音を台詞に混ぜるようになる。葵に対しては異性的な好意を覗かせるようにもなっている。
合成能力者でキーは「鉛」。主能力は鉛に対してのサイコキノであり、鉛を介してであれば薫のシールドを僅かずつながら侵食してみせるほどの力を持つ。また、鉛を通しての透視もできる。鉛以外でも数キロ程度の物体ならサイコキネシスで動かすことができる。これらを活かす為か黒い幽霊時には既に銃の扱いに精通しており、また銃を封じられる状況下でも鉛をコントロールして狙撃が可能。操られていたとはいえ戦闘能力は非常に高く、確実に暗殺を成功させており、グリシャムや兵部に重傷を負わせた。過去に母親を強盗から守る為に超能力を使った結果、村人からの迫害を受け精神が歪んでいた所を黒い幽霊に利用されていた。
影チル任務では光学迷彩装置付の服を使い、不審者の監視・撃退を行っている。戦闘時は狙撃・操縦要員。
影チル就任後、兵部に完全敗退した際にすっかり自信を喪失してアキバのネカフェで難民化してしまった。その際に自身の能力が人殺しくらいにしか使えない（実際、鉛のコントロールでは応用範囲は限りなく狭い）ことを嘆いている。不二子は中二病を指摘した。賢木の説得も通じなかったが、ティムからチルチル劇場版の場面を指摘されて改心し、仲間を守るための強さを切実に欲するようになる。
ハンドルネームは「チルチルは俺の嫁」。
ギリアム襲撃時にティムから「かつて黒い幽霊の仲間だった」ことを告げられ洗脳されていた頃の記憶がフラッシュバックするも、葵の呼びかけにより動揺を抑え自分を取り戻す。ティムにも自分を取り戻させるため、富士山頂で葵と共闘してティムを再洗脳の窮地から救った。
フェザーの語った未来では葵を戦闘機で護衛していた際に撃墜されて戦死した。ただ、「せっかく仲間に戻れたのに」という台詞から、フェザーの知る未来ではギリアム襲撃が成功し、バレットが一時的に黒い幽霊に戻ったととれ、結果的に先に兵部に完敗していたバレット自身が自分の力の無さを反省し、未来を自分の力で改変することに繋がったとも受け取れる。
世間知らず故に危うくヲタ道に入り込みかけた悠理を救っている。
ティム・トイ
声 - 皆川純子
性格は年相応でチルドレン等に対する言葉遣いも普通。催眠治療と平行して老人の世話をしていた頃の癖で、時々困っている人の手伝いをすることがあるらしい。バレット以上に照れ屋でウブ。洗脳前の過去については不明。
合成能力者でキーは「オモチャ」。幻覚・テレパスと念動力を同時に使い、車や戦闘機を変形ロボのように見せたり、相手の体をオモチャに変える幻覚を見せる。
影チルではチルドレンそっくりの人形3体を直接操作（元々九具津が担当する予定だった任務）。その見た目、動きは一見本物と区別が付かないほど精巧であるが、胸などは簡略化されている（発動キーの関係により「大人のオモチャ」的リアル描写な人形の操作は不可能なため）。また、ティムの女性知識の出所がアニメで偏っており言動が現実と異なっていたり（結果的にソレがクラス男子の間での薫の人気を上げたことも）、羞恥心から女子の着替えを直視出来なかったり、創作ダンスをハレ晴レユカイにしてパンドラ女子の顰蹙を買うなど問題も多い（発表時は無難なダンスにされたためティムは舌打ちしている）。またティムによる幻覚がない（もしくは見破れる）状態だと、影チル人形の頭には丸いネジが見えるので区別がつくようになっている。工作も得意で、影チル人形の調整も彼の仕事。ただ改造のポイントは少々ズレている。オモチャという制限はあるものの、デコイを使ったオトリなど応用範囲は広い。また影チル人形は武器を内蔵しているほか、合体機能まであり、いざというときの戦闘にも役立つ。皆本が協力要請を想定し、澪、カガリ、カズラ、パティの影武者人形も作られているが7体同時運用は流石に無理らしい。
研究熱心で前任者の九具津にも興味を持つ。最初は明らかに不審だった人形の挙動や言動も急速に改善された。ただ、萌えに反応すると影チル全員が薫化してしまう欠点もある。ティム、バレットが尊敬する天才造形師「Mr.9」の正体がティムの前任者だった九具津と判明した際は感激している。二人が居たおかげで九具津がレアメタルポリマーを素直に供出した面もある。
バレット同様にチルドレンには絶対服従で逆らえない。このため露天風呂入浴時に抜け駆け目的の紫穂に逆らえず、影チル人形の紫穂を隣に置いていたことがバレた際には男子勢からも「キモッ」などと責められる可哀想な羽目に陥った。
ハンドルネームは「チルチルかわいいよチルチル」。
後にブラックファントムに再洗脳されたために暴走を起こすが、自身心中で抵抗した上で葵とバレットの尽力により救助される。その際暴走していた時の記憶は抜け落ちた。

#### 関連キャラクター
メカ 皆本 ハーマイオニー（メカ みなもと ハーマイオニー）
「ザ・チルドレン」が「シャドウ・オブ・ザ・チルドレン」に依頼して作らせた1/1スケール自律可動ロボット、「さぷりめんと」に4週連続で登場し、このシリーズはメカ皆本ハーマイオニー編とも称されている。小学5年生の頃の皆本をモデルにしており、チルドレンたちの趣味によりネコ耳メイド服の格好をさせられている。当初はチルドレンたちがメカ皆本に羞恥の限りを尽くしていたが、後に柏木、不二子も加わりB.A.B.E.L.の女性陣に大好評だった。不二子が加わるまでは羞恥心がなく、言われたことを淡々こなすだけであったが、それに物足りなさを感じたチルドレンと柏木が不二子に相談し羞恥心が加えられた。
しかし、皆本本人にバレてチルドレン、柏木、不二子、そして産みの親であるティムが鉄拳制裁を加えられた際は、泣きながら皆本に鉄拳制裁を止めるよう懇願する。皆本が過去の自分と同じ姿をしているメカ皆本を処分するかどうか悩んでいると、兵部が現れ、メカ皆本同様幼少時不二子に無理矢理女装させられた過去からかメカ皆本に同情し、P.A.N.D.R.A.のメンバーとして引き入れようとする。しかし、目的が下らない理由であるとはいえ、一応B.A.B.E.L.の備品なので同情してくれた兵部に感謝しつつも犯罪組織の味方をするわけにはいかずに自爆してしまう。その潔い死にざまに皆本は涙し、メカ皆本は「チルドレン4号」の称号を授かった。

### B.A.B.E.L.本部
蕾見 不二子（つぼみ ふじこ）
声 - ゆかな
3月24日生まれ。星座は牡羊座。血液型はB型。スリーサイズはB102W56H86。
やたら色気を振り撒く爆乳美女。蕾見男爵家出身のお嬢様であり、バベルの管理官。バベルの発足にも関わっており、局長より立場は上。世界中の政財界人と繋がりを持ち、日本の政界にも少なからぬ影響力がある。政府がバベルに対し理不尽な干渉をしたり強硬な態度をなかなか取れないのは、彼女の守護による所も大きい。
コードネームは「ザ・スリーピング・スノーホワイト（眠れる白雪姫）」。サポートチームへの参加に伴い、特務課のエスパーとしての肩書きも付与された。
実年齢は初登場時推定83歳、現在86歳。兵部同様白髪。名前の由来は藤壺から。
能力
複合能力者で超度は不明だが、高超度の念動・瞬間移動・接触感応能力を備えている。現時点ではバベルメンバーの中では最強の部類に入り、チルドレン3人を軽くあしらえたり、兵部をもってして「ヤバイ」と言わしめるほど。攻撃力は爆撃機並みにあるが、チルドレンとは違い街中では力をちゃんと加減している。兵部同様に生体コントロールで若い肉体を保っているが、兵部のように天賦の才と能力暴走というアドバンテージを持っていないことから、長期の冬眠による活動時間の制限や、サイコメトリーによる周囲の若者からの細胞スキャンなどを駆使し、兵部と同じ状態を無理矢理保っている(周囲には接触によるエネルギードレイン能力があると偽っており、エネルギー吸収能力の副作用で若返っていると通している)。ただし超能力中枢には兵部以上の負担をかけており、一歩間違えて超能力中枢が停止すれば5分と経たず全身の細胞が崩壊し死に至る運命にある。
性格
我侭で、キス魔。年齢のことを言われるのが嫌いだが、チルドレンが「ばーちゃん」（もしくは「蕾見ばーちゃん」）と呼ぶ際だけは怒らない。チルドレン3人とナオミのファーストキスは彼女に奪われている。皆本と賢木は、よく彼女の餌食にあっている。
超能力中枢に負荷をかけないため、バベルの研究施設で10年間眠りについていたが、予め兵部が再び動き出した時に起こすように指示していた。しかし我侭故に起こすと怒るが、起こさなくても後々怒るという難儀な性格。自分を負かしたパンドラの幹部格に散々な事を言われて対抗意識を燃やす等、短気な一面も目立つ。
メイクに時間がかかり、仲間の救援活動に遅れるなど、上司の立場としての資質にもおおいに問題ある人物である。普段も眠っていることが多い為、彼女をあてにして作戦を立てるのはリスクが高い。
傍若無人かつ下品な天性の女王様気質で、戦時中からろくでもないワガママを繰り返すトラブルメーカー。初対面の時から兵部を苛め倒しており、この事は兵部のトラウマになっている模様（「さぷりめんと」より）。いい男には目がなかったり、行動原理が「愛」と「女のカン」なので、皆本らからは胡散臭がられている。ただし、根拠のない「カン」ではあるが、予知を変える確信を鋭くついている。
かなり大雑把でいい加減ではあるが、いざという時は冷静沈着で判断力等は高く、予知された未来を知り、大局的な見地から未来を変えようと行動している。故に古くから兵部を知る者として、その心情をある程度は理解しつつも「過去に妄執した男」と評して割り切った対応をしている。ただし、ブラックファントムに操られたエスパーに対しては最悪の場合、殺すしかないと考える点では兵部と同じ。
弱点は蛇などの爬虫類である。
過去
伊号や兵部とはかつての同僚だったが、兵部を封印する時には貢献しており、思想的には袂を分かっている。父親はバベルの前身である『大日本帝国陸軍特務超能部隊』に関わっていた。
戦時中は兵部と共に活躍するが、戦いが激しくなるにつれて戦争に疑問を抱くようになっていったらしく、超能力者を兵器として扱う父親に反発心を持っていた（17巻の「さぷりめんと」より）。この頃からイケメンに目が無く、イケメンが相手だと敵味方関係無しに追い掛け回していた。
終戦直前、超能部隊の存在抹消のために普通人から仲間を殺され、兵部同様に殺されかけたが、日本とエスパーの未来のためにそれらを全て水に流し、バベルの設立に尽力した。
未来
紫穂（20歳時）と「ファントム・システム」へと組み込まれたユーリを操るギリアムのアジトに潜入するが、倒された。
桐壺 帝三（きりつぼ たいぞう）
声 - 小杉十郎太
バベルの局長。初登場時53歳、現在55歳。
地位と任務に伴う責任よりも「ザ・チルドレン」に対して過保護なまでの溺愛感情を優先させる困った人。「この子たちは国の宝だ」が口癖で、薫達がやり過ぎて多大な被害が発生しても、ありとあらゆる手段で揉み消している（ただし読み切り版ではチルドレンを叱るなどややしっかりした性格をしている）。チルドレンほどではないにしろ、他のエスパー達への愛情も深い。少々親バカ。
また、過保護であるのは身内に対しても変わらず、結果孫娘は不良化し仕事中に小遣いをねだってくる有様。しかしながら、伊達に局長になったわけではなく、エスパーとノーマルに関する自身の深い考えを披露し、皆本を感心させたこともある。
やや過激な行動が目立つものの、立場が上の人物に対しても言いなりにならず毅然と意見する等、自分の信念を貫いている方でもある。ただ、不二子覚醒後、彼女のわがままな問題行動には頭を悩ませている。なお彼を局長に任命したのも不二子である。
屈強な肉体を誇り、銃器を持ったテロリスト相手に肉弾戦で勝ったこともある上に、国会議事堂の上から生身で地上に落とされても無事に着地するなど、その頑強さは常人の域をはるかに超えている。若かりし頃は美形だった。薫の母であり、大女優の明石秋江のファンであり、彼女の出演作の台詞を暗記して言えるほど。
娘を2人持つ。なお、19歳で結婚した直後に長女が生まれ、娘も18歳で子供を産んだため、既に高校生の孫がいる。
名前の由来及び設定は桐壺帝から。
柏木 朧（かしわぎ おぼろ）
声 - 浅野真澄
局長秘書官。階級は一尉。年齢不詳の美女。
ミステリアスな美貌とナイスバディを誇るバベルの才媛。桐壺の暴走を押しとどめる役目を担っており、巨漢の局長を取り押さえられるほどの怪力の持ち主で、アニメ版ではM134を撃ちまくる場面もあった。
皆本とチルドレンの良き理解者であり、女性陣の中では薫から最も信頼されていて(それもあって薫と皆本の喧嘩の仲裁をした。薫の皆本への保護者以上の想いについても把握している模様)、皆本が忙しい時や自分が非番の時には、皆本宅に行って手伝ったりもしている。バベルに反感を持つ他の機関の管理職からの覚えも良く、彼女の淹れるお茶はギスギスした空気も一瞬で和ませてしまう。酒癖が悪く隠れドジっ娘の一面がある他、アニメ版では事あるごとに薫に胸を揉まれていた。
名前の由来は柏木と朧月夜から。
Aチーム
局長直属の戦闘部隊。正確な人数は不明だが20名程度はいる模様。隊長はアイパッチをした人物。
厳しい訓練を受けている精鋭達のはずだが、チルドレンのデートや遠足、皆本の見合いの監視などくだらない任務を時々言いつけられることもあるので、全員が転職を考えているが、人数は減ったりはしていないらしい。また不二子や賢木など他の人物が指揮をとることもあり、局長の愚行に反旗を翻したこともあるなど、局長直属とは言ってもその姿勢は結構柔軟である。

#### 予知システム
エスパー犯罪の予知システム。この予知に基づき、ザ・チルドレンなどの各チームが出動することとなる。ただし、チームの出動したこと自体が予知された被害に遠因している事もある（このような予知と未来の矛盾は、『マイノリティ・リポート』などの犯罪予知を扱った作品でも題材にされている）。
三橋 姫子（みはし ひめこ）
予知課所属の超度4予知能力者（プレコグ）。弱いテレパシーの能力が覚醒したことで予知システムにエラーが出るようになったため二軍落ちするが、たまたま出会った京介と接触し兵部の干渉により能力が上昇したことで力のコントロールが効くようになり、一軍に復帰した。その後は予知課のエースとして活躍する。能力上昇後の超度は予知能力が超度6、精神感応が超度3。

#### ザ・ダブルフェイス
常盤奈津子と野分ほたるによる女性エスパーコンビ。B.A.B.E.L.本部の受付を兼任する。
2人の能力の組み合わせにより、本部に侵入しようとする不審者の発見や他チームの援護を主な任務とする。ただし、任務の一環として探り出した来訪者のプライバシーを口に出してしまうなどのミスをすることもある。「デートの約束は半年待ち」だが、両者とも皆本に気がある（賢木談）ようで、合コンの時には皆本が来るということで参加を了承したらしい。不審者撃退用に拳銃を携帯しているが、射撃のセンスはいまいち。バベルのトップチームの1つ。成人であることもあり、運用主任はいない模様。中学生編になってからは受付に新人が入ったため、現場にも出るようになった。バベルの男どもは皆本を除いてロクでなし揃いなのでヤサぐれている。多感な思春期に男の実態を知ってしまうがそれでも女よりはマシらしい。2人とも酒癖が非常に悪い。アニメ版では全話登場しており、当初から現場に出ている。単行本の表紙になったことは一度もなく、18巻の表紙をパンドラに取られたチルドレンを抱きしめていた。
常磐 奈津子（ときわ なつこ）
声 - 中尾衣里
超度5の透視能力者（クレヤボヤンス）。初登場時20歳。また遠隔透視能力も所持しており、遠くのものの異変を察知することもできる。
チームを組んでいるだけあってほたると仲が良いが、皆本を巡って口論になることも。貯金が趣味で家賃の節約のため女子寮「呉竹寮」に住んでいる。
野分 ほたる（のわき ほたる）
声 - 佐藤利奈
超度5の精神感応能力者（テレパス）。初登場時20歳。
異性への関心は奈津子よりも上。テレパシーで奈津子を出し抜いて自分の携帯のメールアドレスを皆本に教えようとしたことも。原作ではマンション暮らし（門限があるとデートもできないとのことで呉竹寮から出た）だが、アニメだと女子寮に住んでいる。

### ザ・ワイルドキャット
エスパーの梅枝ナオミと現場主任（ノーマル）の谷崎一郎のチーム。もともとは「キティキャット」がコードネームだったが、谷崎主任を拒絶する気持ちを抑えきれず解放したことから「ワイルドキャット」へと改名した。
谷崎 一郎（たにざき いちろう）
声 - 家中宏
「ワイルド・キャット」担当現場運用主任。階級は一尉。初登場時36歳。ヘビースモーカー。外見はダンディな美中年。
ナオミが12歳の時にその能力を見出し教育してきた。それだけでなく自分の理想の女性に育て花嫁にしようと目論んでいたが、ナオミに激しく拒絶され計画は失敗した。しかしそれでもナオミに対する想いは醒めず、時折暴行を受けるも「これも一つの愛の形」とまんざらではない様子。その愛情（恋心）は本物であるが、絶対に報われることはない（作者の弁）。アニメ版ではユーリによって記憶を奪われ、後に回復した際にナオミに抱きつかれたが、夢を見ていると思い彼自身が拒絶した場面もあった。
ピグマリオンコンプレックスではあるが現場主任としては有能であり、パンドラ側のマッスルと同様にバベル側の「たられば」の人。ナオミへの過度の執着とナルシスト傾向“さえ”なければもっと高く評価されて良いのだが、余りにも致命的な二つの欠点ゆえにナオミだけでなく特務エスパー全員から「変態中年」と認識され忌避されている。
ナオミ一人で構成される「ワイルド・キャット」を、複数人数で構成される「ザ・チルドレン」や「ザ・ダブルフェイス」などと同等の「エース」へと育て上げた実績があり、「エスパーと普通人の共存」というバベルの理念を信じる気持ちは誰よりも強く、担当外のザ・チルドレンに対しても、当時の担当主任である須磨に電気ショック付き首輪型リミッター使用について異論を唱えていた（13巻のおまけより）。また、ナオミがエスパーとして異端視されることなく学校に通い、普通人との交友関係も充実した生活環境にあるのは彼の尽力によるものであり、皆本からも尊敬されている。現在はザ・チルドレンやナオミの後輩にあたる兄妹エスパーチーム「ザ・リトル・マイス」の教官を兼任している。ロリコンは誤解で小学生時代のチルドレンや後の部下であるリトル・マイスに私情を挟んだことは（今までのところ）なく、私情を挟むのはあくまでナオミ一人である。
中学生編では、チルドレン達の説得を受けて、大学生になったナオミの私生活になるべく干渉しないよう努力しているが、我慢のあまり、ストレスの溜まり過ぎで派手に吐血し、それ以降ネタとして定着するようになった。
名前の由来は『痴人の愛』の作者で『源氏物語』の現代語訳者の一人である、谷崎潤一郎から。

梅枝 ナオミ（うめがえ ナオミ）
声 - 藤村歩
5月28日生まれ。星座は双子座。血液型はAB型。福岡県出身。
超度6の念動能力者（サイコキノ）。コードネーム「キティ・キャット」改め「ワイルド・キャット」。リボン、ベレー帽は緑。準レギュラーキャラ。
初登場時16歳。バベルのコネのある二条女子高等学校に通学。中学生編では大学に進学している。
品行方正かつ素直で心優しい性格の美少女、しかもやや天然ボケ。初登場時は、谷崎を拒絶したい気持ちを抑えていたためスランプに陥ったが、薫のセクハラ攻撃で吹っ切れ谷崎を拒絶できるようになった。以降二重人格気味になり、谷崎に対してはかなり容赦のない暴力的対応を取るようになる（ナオミ自身は本当はオヤジが大嫌いだった）。ただし内心では、自分を現在の性格に育ててくれたことについてだけは谷崎に感謝しており、職務に関しても信頼を寄せている（しかし、さぷりめんとでは谷崎がザ・リトル・マイスに手を出した場合自分は彼を殺すだろうと言っている）。本来の超度は4〜5だったが、谷崎に見出され、その特訓と指導（に無意識に苛立っての感情ブースト）により超度6のパワーを手に入れた。サイコキノとしては薫に次ぐ能力の持ち主のため、彼女が何らかの理由で出動できない時は代わりに出動することもある。アニメでは電撃を付与したスタンガン的な使用描写が多い。PIYOPIYOエプロンを愛用。カレーうどんを食べようとすると、必ず服に汁をこぼす。そのたびに「もうカレーうどん食べない」と言うのが定番。
中学生編では大学生になり、以前よりも谷崎に口うるさく言われる事がなくなった為、多少は谷崎への嫌悪感も和らいでいるようである（もっとも、「さぷりめんと」では受験勉強のストレス解消に谷崎の顔写真が貼られたサンドバッグを力一杯殴りつけている）。チルドレン同様、特務制服もネクタイ着用の新型となった。
皆本のことは頼れる人と認識しており、共同任務中に皆本に抱き寄せられて喜んだり、彼の指揮するチルドレンを羨ましがる描写がある。明らかに好意をもっているものの、チルドレンに察知されると（ナオミではなく）皆本に容赦のない制裁が加えられる。
年齢的にも見た目も性格も間違いなく正統派のヒロイン。性格、容姿、立ち位置がGS美神極楽大作戦のおキヌに似ている（巫女装束を着たこともある）。対照的なのは幽霊でなくなったおキヌに比べ、ナオミは徐々に壊れキャラになっていること。
私生活ではモテるので彼氏も作るがデートの際に過度の警戒心（谷崎のみならず桐壺らも原因）がアダとなって悉くフラれている。小鹿が谷崎に好意を持っていると知り、キャラの崩壊を厭わず全身全霊で押しつけようと目論むが、谷崎のナオミへの反応をドン引きされ儚い夢と消えた。
名前の由来は『痴人の愛』のヒロイン、ナオミ と梅枝から。

### ザ・ハウンド
幼馴染であり、合成能力者同士の明と初音のコンビ。バベルのトップチームの1つ。
特務エスパーの採用試験で皆本の指揮の元でザ・チルドレンと対決、その結果重大な欠点が判明するが、ザ・チルドレンへの肩入れが発覚した局長の支援もあって合格となった。しかし、小鹿が正式に指揮官に任命されるまで運用主任がなかなか決まらなかった。その間は、皆本が主任を代行（兼任）したこともある。
小鹿 圭子（こじか けいこ）
声 - 中島沙樹
「ザ・ハウンド」担当指揮官。階級は一曹。指揮官に就任した時はまだ新米で初音に毛嫌いされていたが、皆本達の尽力もあって受け入れられた。気が弱く頼りない面も目立つが、芯は強く、非常時には大胆な行動をとる事もある。無類の動物好き。椎名の当初の構想では、初音がやっと受け入れた直後に、恋人からプロポーズの電話がかかってきてあっさり結婚退職を選ぶという「間抜けなオチ」とともにバベルをやめる予定だったとのことである が、中学生編現在もハウンドと上手くやっている模様。
アニメ版では、明が助からないなら死んだほうがいいと捨て鉢な状態であった初音に、平手打ちをして「馬鹿なこというな」と叱咤するという気丈な一面をうかがわせた。
小説『THE NOVELS〜B.A.B.E.L.崩壊〜』では彼女はまだ主任になっていないため、登場していない。

宿木 明（やどりぎ あきら）
声 - 大浦冬華
10月16日生まれ。星座は天秤座。血液型はB型。
超度2〜4の合成能力者（アニメではリプレイスと呼称）。初登場時15歳。現在は高校生。
精神感応の変形発動によって他個体に意識を乗り移し、自由に操ることができる（実際は、テレパシーによって身体感覚を送受信しているだけ）。その有効範囲、数は相手の知能によって変わり、爬虫類程度であれば多数の個体を一度に操ることができるが、人間が相手の場合は、体を明け渡して意識を入れ替えなくてはいけない。なおアニメだと能力の制限が強化されており、どんな生物も一対一でしか操れない上、人間相手以外でも体を明け渡す必要がある。
料理が得意。元々犬神家とは主従的関係であり、宿木家は犬神家の補佐・護衛などの家柄。それが縁で初音とは昔からの付き合いで、大食いかつ食いしん坊な初音の世話は自分の役目と考えている。初音が暴走するたびにそれを鎮めるため獲物を操り、食い殺される痛みに耐えている。しかし、初音のことは純粋に良きチームメイトとして信頼してもいる。
初音にとっては公私にわたるフォロー役だがあまり報われてはいない（一応、初音から好意を寄せられてはいる）。皆本とタメを張る苦労人で、同じくパートナーに苦労しつつもうまく指揮している皆本には初対面時から憧憬を抱いていた模様。口うるさい実家の父親（声 - 最上嗣生）の干渉にも耐えている。同性で年下の後輩2人（影チル）が加わったので自然に兄貴分となる（それまではバベル男性陣最年少で同世代はいなかった）。
犬神 初音（いぬがみ はつね）
声 - 清水愛
11月7日生まれ。星座は蠍座。血液型はO型。
超度2〜4の合成能力者（アニメではメタモルフォシスと呼称）。初登場時14歳、現在は高校生。
念力、催眠、遠隔透視、予知を組み合わせ、自らの体および身体能力を狼に変身させる。動物の感情や言葉を理解する、嗅覚に酷似させた能力を用いて探査を行うなどの能力は、獣化していない平常時であってもある程度行使することができる。
実家の犬神家は代々、獣を模した超能力を使う家系で、かつては「人狼の一族」と言われていた。その能力を使う一族に生まれた為か、非常に大飯食らい。小動物イジメが好き。
動物の体をイメージ化することで、無意識レベルまで高度なコントロールを可能にしているが、空腹になるほど獣としての能力が上昇し、限度を越えると欲望を満たすだけの本物の獣になってしまう。
ザ・チルドレンを相手とした実戦テストの中、皆本の発案により狼以外の動物への変身能力に開眼。以後短時間ながら飛行能力をはじめとした様々な能力を応用できるようになった。
試験時に薫の殺気に気圧され自分の上位に置いたため薫たちを姐さんと呼ぶ。初登場時はそれなりに理性的な受け答えをしていたが、暴走以後は深く物事を考えない本能的なキャラへと変貌し、普段の行動は完全に動物。服装もタンクトップやショートパンツなどのラフなスタイルを好み、高校生になって発育が良くなっても下着をつけないため、明をドギマギさせている。ただし頭が悪いわけではなく、学力は普通にある。
チームメイトで幼馴染の明とは家がらみで付き合いが長く、彼に対しては深い信頼を寄せている。彼が敵に傷つけられたことに激昂したり、小鹿が担当指揮官に赴任してきた際、明が小鹿ばかり構っていたことにやきもちを焼いたことも（明はチルドレンに指摘されるまで気づかなかった）。また彼女が常に身につけている勾玉の首飾りは回想から察するに明から渡されたものらしく、アニメ版ではそこのあたりを強調してそれを宝物のように大事にしていた。
汗を舐めるとストレス物質を検出できるという妙な特技が増えた。ただし、名前は正確に言えないので明のフォローが必要。
名前の由来は初音と平井和正のウルフガイシリーズの主人公、犬神明（宿木の名前も同様）から。

### ザ・リドル・ウィメン
笹目千鶴子と笹目妙の姉妹による女性エスパーコンビ。B.A.B.E.L.本部の受付を兼任する。現時点ではおまけ4コマ「さぷりめんと」にのみ登場。
ザ・ダブルフェイスの後輩。ダブルフェイスには「若くて可愛いだけの役立たずなコたち」といわれている。ダブルフェイス同様、来訪者のプライバシーを口に出してしまう。笹目幸生・雪乃の姉。
笹目 千鶴子（ささめ ちづこ）
超度6の精神感応能力者（テレパス）。20歳。本編未登場。
笹目 妙（ささめ たえ）
超度6の透視能力者（クレヤボヤンス）。19歳。本編未登場。

### ザ・リトル・マイス
笹目幸生と笹目雪乃の双子の兄妹によるエスパーコンビ。谷崎が主任を勤める。谷崎とナオミの関係をみている影響で幸生がシスコン・ロリコン発言をすると雪乃が制裁を与えるなど谷崎、ナオミの関係に近づきつつある。名前の由来は谷崎潤一郎の「細雪」と、その登場人物から。
笹目 幸生（ささめ さちお）
超度5相当の合成能力者で、催眠能力による視覚情報加工能力を使う。11歳。極度のシスコン・ロリコンで、自身の能力も双子の妹である雪乃に変身したり、雪乃を変身させたり、雪乃の成績を書き換えたり、雪乃の超度を高く見せたりなど、雪乃限定。中学生編では谷崎と共にナオミと雪乃に制裁されるようになった。
笹目 雪乃（ささめ ゆきの）
超度5の念動能力者（サイコキノ）。11歳。自身の成長の為にナオミと谷崎を「踏み台」にするために、谷崎を逆指名する。まっすぐな目で毒舌を言うが、ナオミとは良好な関係を築いており、ナオミとコンビで谷崎と幸生を制裁する事も。

### 沖縄のB.A.B.E.L.関係者
末摘 花枝（すえつむ はなえ）
声 - 下屋則子
沖縄の離島にある終末医療介護専門の国立ホスピスで働く職員。階級は一曹。
超度6の精神感応能力者（テレパス）。ただし、テレパシーをベースとした催眠（幻惑）能力者である。変身した姿を相手に見せることが可能。その能力で患者の思い出の人物に成りすまして心を癒すことを業務としている。不二子とは知り合い。
明るい性格をしており、根は真面目で優しいのだが、少しドジっ娘な面があり、虐められると快感を覚えるMの人。ツインテールで童顔の美女であるが、それもまた彼女の能力で変身したものであり、素顔は女性とは思えないほどとてもゴツイ。それゆえ、顔写真の撮影や映像等で会話をする際は、修正を入れた画像以外はNGらしい。
伊 - 九号（い - きゅうごう）
声 - 家弓家正（『チルドレン』アニメ版） / 布施川一寛（THE UNLIMITED 兵部京介）
超度7の予知能力者（プレコグ）。さらにテレパシーで人間と会話が可能（ただし、しゃべる言葉は一般的にひらがなの言葉はカタカナ、カタカナはひらがなで表記されている）。
太平洋戦争中の実験にて産まれたエスパー・ドルフィン。仲間達がいた頃は単に「九号」と呼ばれていたが、最後の生き残りになってからは「伊号」と呼ばれる。
戦時中にコメリカから脱走した軍事イルカの生き残りで、哺乳類である人間のみならずニン○ンギョラ○も戦友として認知している。大戦中に仲間のエスパーイルカ達と共にコメリカから脱走し、追撃の末生き残った八号と共に旧日本軍に亡命する。戦後、ESP動物実験制限条約により任務から外されるが、野生イルカとも馴染めず、政府が所有する沖縄の無人島で隠棲していた。
これまでに3000件以上の予知を行ったが、阻止する努力をしても予知した通りになってしまった。ザ・チルドレンが破滅の悪魔として人類を滅ぼす予知のビジョンを皆本に見せ、それを回避するよう皆本に警告する。自らが射殺されることも予知し実際に銃撃を受けたが、予知と違う結果になる（直撃した銃弾の数）。以後、行方をくらまし生死不明。

### 各メディアオリジナルキャラクター

#### アニメ版オリジナルキャラクター
高倉（たかくら）
声 - 四宮豪
アニメオリジナルキャラクター。下の名前は不明。外見モデルは俳優の高倉健。バベル1（戦闘ヘリコプター）、バベル2（潜水艦）、バベル3（装甲トラック）等、バベル所有の乗り物関係の操縦を担当する。ヘリを墜落させられたり、「普通の人々」に捕まったり、色んな受難に遭っている可哀想な人。好物は和菓子。意外と呑気。
金子 蘭子（かねこ らんこ）
声 - 佐藤利奈
アニメオリジナルキャラクター。20歳。名前は21話より。バベルのオペレーターとして複数回登場。厚底眼鏡をかけている。眼鏡を外した姿は美人（賢木の発言より）。九具津からはランちゃんと呼ばれている。九具津は彼女に思いを寄せており、彼女を賢木に取られた事がバベルを裏切った理由の1つになった。
阿房家 八重湖（あほけ やえこ）
声 - 後藤沙緒里
アニメオリジナルキャラクター。普段はバベルの作戦室オペレーターだが、バベル2（潜水艦）の操縦士も務める。賢木にスケベな診察をされそうになったことがある。

#### 小説版オリジナルキャラクター
威河 弘徽（たけかわ こうき）
元B.A.B.E.L.の関係者。絶対可憐チルドレンの登場人物#小説版オリジナルキャラクターを参照。

### 元メンバー
九具津 隆（くぐつ たかし）
声 - 相馬幸人
絶対可憐チルドレンの登場人物#P.A.N.D.R.Aを参照。
黒巻 節子（くろまき せつこ） / ドリーム・メーカー
声 - 渡辺明乃
絶対可憐チルドレンの登場人物#P.A.N.D.R.Aを参照。